# Синхронічність
Синхронічність (нім. Synchronizität) — це збіг у часі двох подій, які не мають спільних фізичних/матеріальних причин, але мають загальний (для конкретної людини) сенс.
Термін запроваджений вперше відомим швейцарським психоаналітиком Карлом Густавом Юнгом як постійно діючий у природі творчий принцип, який розкриває одну з домінантних ознак «нового кодексу поведінки, що широко застосовується сучасною людиною як нова моральна відповідальність».